# Lamaceratops
Lamaceratops (Lamaceratops tereschenkoi) – roślinożerny dinozaur z rodziny Bagaceratopidae.
Żył w okresie późnej kredy (ok. 83-71 mln lat temu) na terenach centralnej Azji. Długość ciała ok. 2 m, wysokość ok. 60 cm, masa ok. 45 kg. Jego szczątki znaleziono w Mongolii.
Jego status jako odrębnego taksonu jest sporny; Czepiński (w druku) uznał gatunek Lamaceratops tereschenkoi za młodszy synonim Bagaceratops rozhdestvenskyi.